# Fluxus
Fluxus är beteckningen på en internationell konströrelse som bildades 1962 för att samla medlemmar ur det konstnärliga avantgardet i Europa, och senare även i USA. Fluxus hade ingen egen konststilsprofil, men dess konstkreerande företedde en pånyttfödelse av dada-andan. George Maciunas ses som grundaren av Fluxus-rörelsen.  Bland artister med anknytning till Fluxus kan nämnas John Cage, Joseph Beuys, Wolf Vostell och Yoko Ono, men gruppen var stor, tvärkulturell och diffus och hade knappast något formellt medlemskap. Dess inflytande på samtidskonsten in i vår tid (jämför konceptkonst) var inte desto mindre mycket betydande. Ordet fluxus är hämtat från latin och betyder "att flöda".
Bengt af Klintberg, som själv var en del av Fluxusrörelsen, gav 2006 ut boken Svensk Fluxus/Swedish Fluxus. Boken består av fyra delar: en självbiografisk, en konstteoretisk, en avdelning med konstnärspresentationer samt ett avslutande resonemang kring begreppet "svensk fluxus".

## Galleri

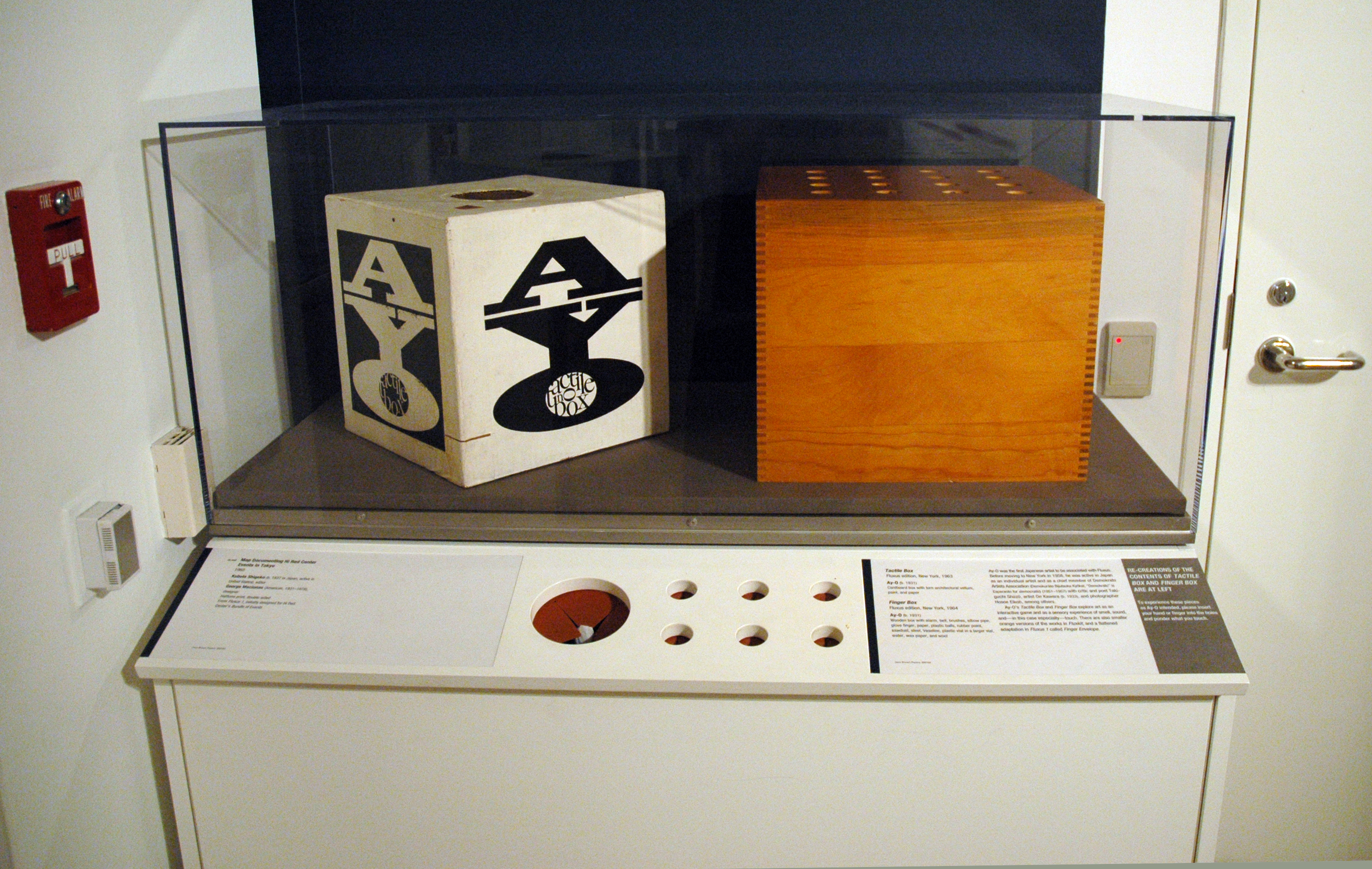
Den Japanske Flux konstnären Ay-O's Tactile Box och  Finger Box på utställningen Art, Anti-Art, Non-Art, på  The Getty Center i Los Angeles.
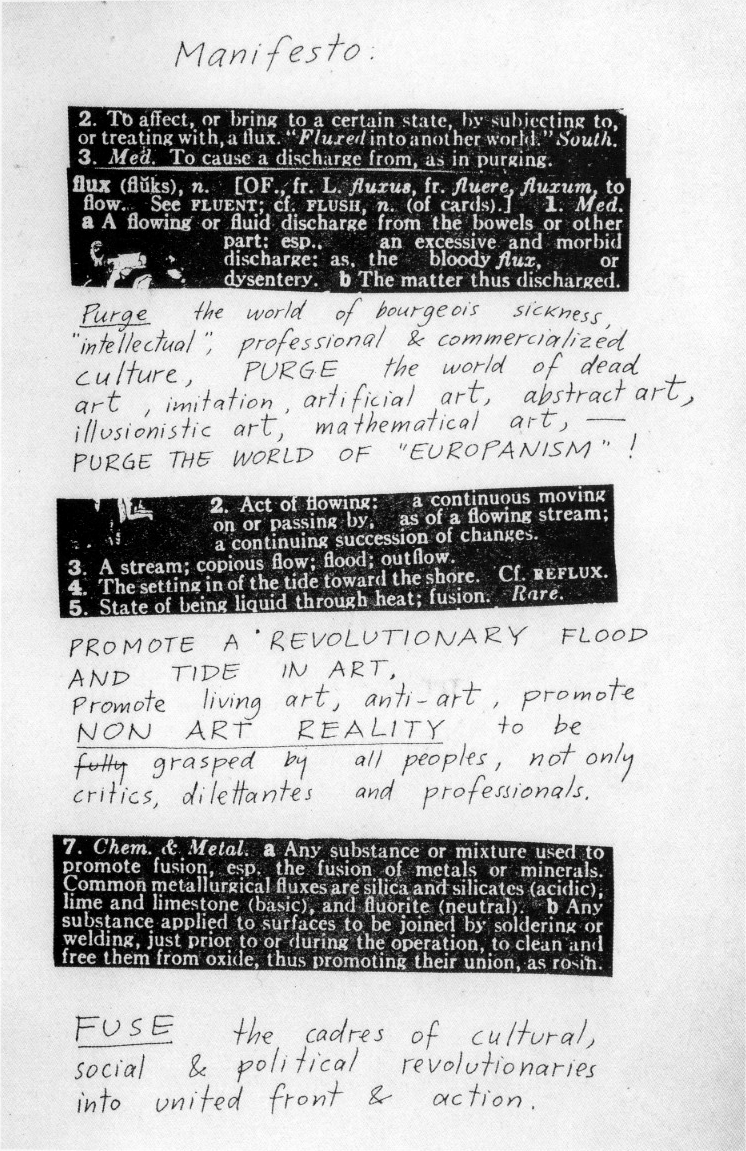
Manifest av George Maciunas.  Festum Fluxorum Fluxus.   Düsseldorf 1963.
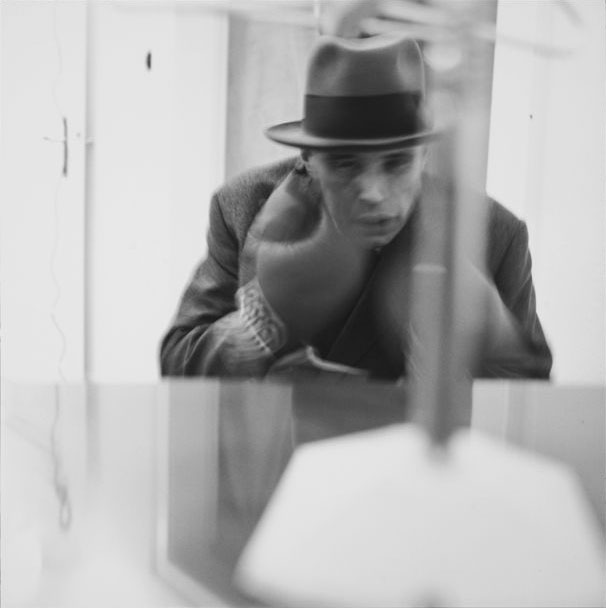
Joseph Beuys under en happening 1971 kallad Filz-TV (Filt-TV).
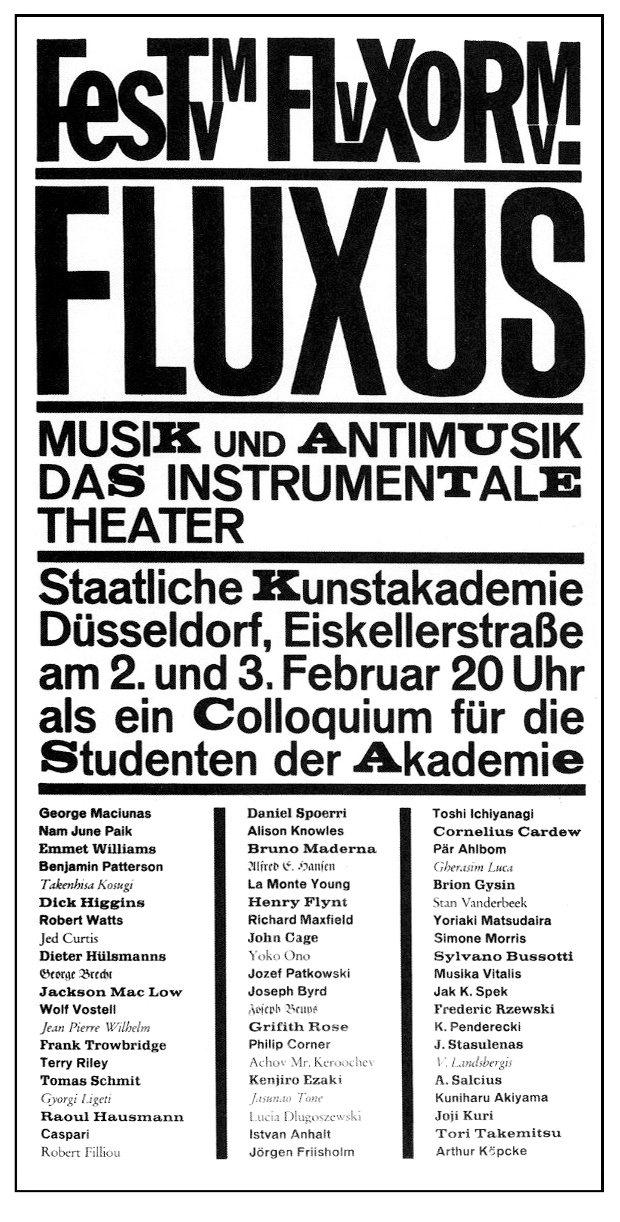
Affisch till Festum Fluxorum Fluxus i Dusseldorf 1963.

## Kända Fluxuskonstnärer
- Joseph Beuys
- John Cage
- George Maciunas
- Yoko Ono
- Wolf Vostell
- Ray Johnson
- Nam June Paik
- Dieter Roth
- Öyvind Fahlström
- Bazon Brock
- Bengt af Klintberg
- Allan Kaprow
- Vytautas Landsbergis
- Kate Millett
- Jonas Mekas
- Charlotte Moorman
- Terry Riley
- Dieter Roth
- Carolee Schneemann
- La Monte Young